# 屯結新墟
屯結新墟，是由香港本土派人士張可森於2019年7月成立，以屯門區為主要服務地區的地區組織。屯結新墟於成立後，於2019年香港區議會選舉取得一個議席。

## 歷史
受反對逃犯條例修訂草案運動而啟發，張可森於2019年7月決定與其他居民組成新政團「屯結新墟」，並以服務新墟居民為方向，並積極考慮投入2019年香港區議會選舉新墟選區選戰。
2019年香港區議會選舉中，張可森以屯結新墟身份，參選新墟選區，並且和其他於該屆在屯門出選的素人組成“屯門十一素人”團隊，最终張可森以3,276票撃敗爭取連任的古漢強（新界社團聯會成員，獲2,140票），成功當選。
張可森及後於2020年3月28日加入同為屯門地區組織的屯門社區網絡，“屯結新墟”臉書專頁其後亦關閉，停止運作。

## 議員

### 區議員
2020年至2023年，屯結新墟在1個區議會共有1個議席，議員包括：
| 區議會 | 選區號碼 | 選區 | 議員   | 備註             |
| ------ | -------- | ---- | ------ | ---------------- |
| 屯門區 | L11      | 新墟 | 張可森 | 屯門社區網絡成員 |

## 選舉

### 2019年香港區議會選舉

#### 參加區域
| 選區號碼 | 選區 | 候選人    | 政黨 | 政黨             | 得票總數 （百分比）  | 有效票總數 （百分比） |
| -------- | ---- | --------- | ---- | ---------------- | -------------------- | --------------------- |
| L11      | 新墟 | 1.張可森  |      | 屯結新墟         | 3276（當選） （60%） |                       |
| L11      | 新墟 | 2.古漢強* |      | （新界社團聯會） | 2140                 |                       |